# Вінтерсвейк
Вінтерсвейк (нід. Winterswijk) — місто і громада в Нідерландах.

## Історія
Вінтерсвейк уперше письмово згадується близько 1000 року. Аж до початку XIX століття він був невеликим селянським хутором, розташованим на краю вапнякового плато. Пізніше тут розроблялися вапняки, які утворилися в тріасовий період. Геологи при своїх вишукуваннях знаходили тут палеонтологічні скам'янілості, що становлять науковий інтерес. У літню пору в місцевих розробках проводяться геологічні екскурсії — єдині такого роду в Нідерландах.
З 1870 року Вінтерсвейк почав розвиватися як центр текстильного виробництва. У 1878 році в інтересах текстильної промисловості місто було пов'язане залізничною лінією з Зютфені.

## Відомі особистості
В поселенні народився:
- Герріт Комрей (1944—2012) — нідерландський поет, письменник.

У 2005 році в Вінтерсвейку відкрито пам'ятник художникові Піту Мондріану, що жив у молодості в цьому місті.

## Географія
Вінтверсвейк знаходиться на крайньому сході Нідерландів і провінції Гелдерланд, на самому кордоні Нідерландів і Німеччини; територія громади Вінтерсвейка з трьох сторін оточена німецькою територією.

## Склад громади
У громаду Вінтерсвейка входять такі населені пункти:
- Вінтерсвейк
- Медді
- Корлі
- Брінкхёрне
- Хенксел
- Хюппел
- Коттен
- Місте
- Ратюм
- Волд